# Roman Doliński
Roman Doliński (zm. 1921) – polski prawnik.
Ukończył studia prawa z tytułem doktora. W okresie zaboru austriackiego w ramach autonomii galicyjskiej wstąpił do c. k. służby wymiaru sprawiedliwości. Pełnił funkcję prokuratora w Rzeszowie. Otrzymał tytuł radcy dworu i został pierwszym prokuratorem w Krakowie.
W 1898 został odznaczony Krzyżem Kawalerskim Orderu Franciszka Józefa. W 1907 "za wydatną służbę" otrzymał Order Żelaznej Korony III klasy. Z okazji przeniesienia w stan spoczynku na początku 1916 został odznaczony Krzyżem Kawalerskim Orderu Leopolda.